# Robert Warwas
Robert Piotr Warwas (ur. 13 sierpnia 1976 w Jaworznie) – polski polityk, samorządowiec i działacz związkowy, poseł na Sejm VIII, IX i X kadencji.

## Życiorys
Ukończył politologię na Wydziale Nauk Społecznych Uniwersytetu Śląskiego, odbył studia podyplomowe z prawa gospodarczego i handlowego na Wydziale Prawa i Administracji tej uczelni. Zatrudniony w koncernie energetycznym Tauron Polska Energia, został w nim etatowym działaczem związkowym, od 2007 jako wiceprzewodniczący zakładowej organizacji związkowej NSZZ „Solidarność”. Współtworzył Śląski Instytut Rozwoju Regionalnego, zaangażował się w działalność lokalnych organizacji chrześcijańskich oraz Prawa i Sprawiedliwości.
W 2011 bezskutecznie ubiegał się o mandat poselski, w 2014 uzyskał natomiast wybór w skład rady miejskiej Dąbrowy Górniczej (wcześniej bez powodzenia kandydował do niej w 2010).
W wyborach parlamentarnych w 2015 kandydował ponownie do Sejmu z czwartego miejsca na liście PiS w okręgu sosnowieckim. Został wybrany na posła VIII kadencji, otrzymując 11 998 głosów. Objął funkcję sekretarza Sejmu, został członkiem Komisji do Spraw Petycji, Komisji Edukacji, Nauki i Młodzieży oraz Komisji Polityki Społecznej i Rodziny. Do lipca 2019 włącznie wziął udział w 99,94% głosowań w trakcie kadencji, co sytuowało go na 1. miejscu (obok Jerzego Gosiewskiego).
W wyborach samorządowych w 2018 ubiegał się o urząd prezydenta Dąbrowy Górniczej. W pierwszej turze zajął drugie miejsce z wynikiem 12 967 głosów (25,26%), natomiast w drugiej turze przegrał z Marcinem Bazylakiem (otrzymał 17 212 głosów, tj. 38,75%). W wyborach w 2019 z powodzeniem ubiegał się o poselską reelekcję, otrzymując 20 354 głosy. W wyborach w 2023 po raz trzeci z rzędu uzyskał mandat poselski, zdobywając 17 403 głosy.